# Heinrich Malzahn
Heinrich Malzahn (* 10. Dezember 1884 in Mülheim an der Ruhr; † 9. April 1957 in West-Berlin) war ein sozialistischer Politiker und Gewerkschafter.

## Leben
Der Sohn eines Maurers absolvierte nach dem Besuch der Volksschule eine Lehre als Schlosser und Maschinenbauer und besuchte danach eine Fachschule für Maschinenbau und arbeitete in der Berliner Metallindustrie. 1906 wurde Malzahn Mitglied der SPD und des Deutschen Metallarbeiterverbandes (DMV). Als Kriegsgegner schloss er sich 1917 der USPD an und gehörte zum Kreis der Revolutionären Obleute.
Nach der Novemberrevolution wurde Malzahn zum Delegierten für den Reichsrätekongress im Dezember 1918 gewählt und gehörte bis zum August 1919 dem Vollzugsrat der Arbeiter- und Soldatenräte, ferner leitete er die Berliner Betriebsrätezentrale. 1920 wurde Malzahn im Wahlkreis Berlin in den Reichstag gewählt. Ende des Jahres gehörte er zum linken USPD-Flügel, welcher sich mit der KPD zur VKPD zusammenschloss, in deren Gewerkschaftsabteilung Malzahn arbeitete. Als Anhänger Paul Levis kritisierte er im Frühjahr 1921 die seiner Ansicht nach putschistische Politik der Partei im Rahmen der Märzaktion und konnte den Standpunkt der Minderheit der KPD hierzu – auf Wunsch Lenins – im selben Jahr auch auf dem dritten Kominternkongress vortragen. Anfang Januar 1922 wurde er aus der KPD ausgeschlossen und trat der KAG um Levi und Ernst Däumig bei, Ende des Jahres kehrte er in die KPD zurück, wo er aber keine wichtigen Funktionen mehr übernahm.
Nach der Machtübernahme der NSDAP verlor Malzahn im Frühjahr 1933 seine Stelle beim Bezirksamt in Berlin-Wedding und wurde im Oktober des Jahres für zehn Tage von der Polizei festgehalten. Ab Herbst 1934 arbeitete wieder in der Maschinenbauindustrie und unterhielt Kontakte zur Widerstandsgruppe um Wilhelm Leuschner. Aus diesem Grunde wurde er mehrfach festgenommen. Im Februar 1940 wurde Malzahn zu einer sechsmonatigen Gefängnisstrafe verurteilt, die er im Zentralgefängnis Neumünster verbüßte.
Nach der Befreiung vom Nationalsozialismus 1945 lebte Malzahn im Westteil Berlins. Er war erneut für das Bezirksamt in Berlin-Wedding tätig. Aufgrund seiner Mitgliedschaft in der SED wurde er im September 1948 fristlos entlassen. Anschließend übernahm Malzahn verschiedene Funktionen im Freien Deutschen Gewerkschaftsbund (FDGB) in Berlin-Wedding und -Kreuzberg. Politisch trat er nicht mehr in größerem Umfang in Erscheinung.